# Permineralització
La permineralització és un procés de fossilització en el qual els dipòsits de mineral formen empremtes internes d'organismes. Portats per l'aigua, aquests minerals omplen els espais entre els teixits orgànics. A causa de la naturalesa de les empremtes formades, la permineralització és particularment útil en els estudis de les estructures internes dels organismes, normalment de plantes.

## Procés
La permineralització és un tipus de fossilització on intervenen dipòsits de minerals a l'interior de les cèl·lules dels organismes. L'aigua del sòl, llacs o oceans es filtra a través dels porus del teixit orgànic, i forma una empremta cristal·litzada amb els minerals dipositats. Aquests cristalls comencen a formar-se en les parets de les cèl·lules poroses. Aquest procés continua en la superfície interior de les parets fins que la cavitat central de la cèl·lula, el lumen, s'omple completament. Les mateixes parets de la cèl·lula romanen intactes mentre envolten els cristalls. La permineralització és diferent de la petrificació, en el sentit que el material orgànic només s'omple de minerals, però no se substitueix completament. La permineralització pot donar-se en diverses formes:

### Silicificació
En la silicificació, s'alliberen minerals de silicat a causa de la meteorització de les roques. La sílice es diposita en un cos d'aigües tranquil·les. Finalment, l'aigua saturada de minerals penetra els porus i les cèl·lules d'algun organisme mort, on es transforma en gel. Amb el temps, el gel es deshidrata, i forma una estructura de cristall opalí, que forma un motlle intern de l'organisme. Això explica el gran nivell de detall aconseguit en les permineralitzacions. La silicificació revela informació sobre el tipus d'entorn on probablement va viure aquell organisme. La majoria de fòssils que s'han silicificat són bacteris, algues, i altres formes de vida vegetal. La silicificació és la forma més comuna de permineralització.

### Mineralització per carbonats

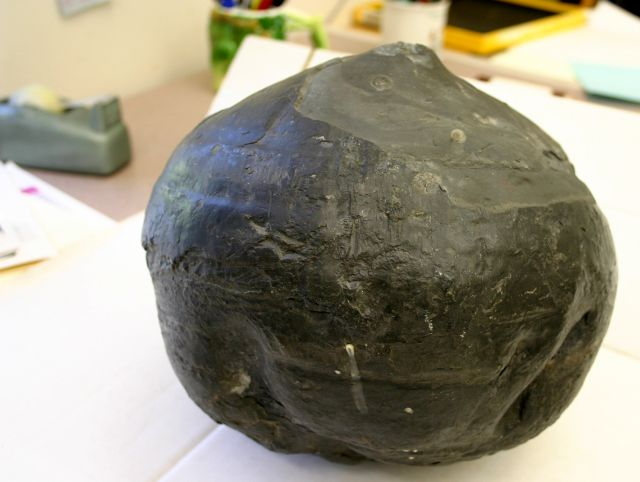
Una bola de carbó

La mineralització per carbonats implica la formació de boles de carbó. Les boles de carbó són les fossilitzacions de molts tipus de vegetals i els seus teixits. Acostumen a donar-se en presència d'aigua de mar o de torbes àcides. Les boles de carbó són permineralitzacions calcàries de torbes per l'acció de carbonats de calci i magnesi. Solen tenir formes esfèriques, i poden tenir una mida que va des d'uns pocs grams a alguns centenars de quilograms de massa. Les boles de carbó es formen quan l'aigua que conté el carbonat penetra entre les cèl·lules d'un organisme. Aquest tipus de fossilització proporciona informació sobre la vida vegetal en el Període Carbonífer superior (fa de 325 a 280 milions d'anys).

### Piritització

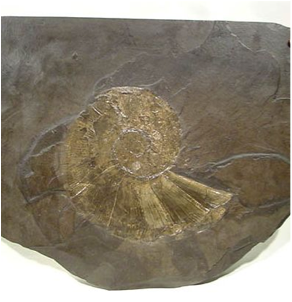
Amonita del gènere Lytoceras pirititzada a Holzmaden Shale

En aquest mètode intervenen els elements sofre i ferro. Els organismes es pirititzen quan es troben en sediments marins saturats de sulfur de ferro. La pirita és sulfur de ferro. A mesura que la matèria orgànica entra en putrefacció, allibera sulfurs, que reaccionen amb el ferro dissolt de les aigües del voltant. La pirita substitueix el material carbonat de les conquilles, a causa de la subsaturació de carbonats de l'aigua del voltant. Algunes plantes també es pirititzen quan estan en terreny argilós, però fins a un punt inferior que les que estan en un entorn marí. Alguns fòssils pirititzats inclouen microfòssils del Precambrià, artròpodes marins i plantes.

## Implicacions científiques
Els fòssils permineralitzats conserven l'estructura original de les cèl·lules, la qual cosa pot ajudar els científics a estudiar un organisme a nivell cel·lular. Aquests són fòssils tridimensionals, que creen motlles permanents d'estructures internes. El mateix procés de mineralització ajuda a evitar la compactació dels teixits, que distorsionaria la mida real dels òrgans. Un fòssil permineralitzat també revela molta informació sobre l'entorn en el qual vivia l'organisme, i les substàncies que s'hi trobaven, ja que es conserven les parts toves del cos. Això ajuda els investigadors a analitzar les plantes, animals i microbis de diferents períodes.

## Exemples de permineralització
- La majoria de fòssils de dinosaure estan permineralitzats.
- Bosc petrificat: la permineralització és el primer procés de la petrificació. En la petrificació, les parets de les cèl·lules de la cel·lulosa se substitueixen completament per minerals.
- Alguns exemples de piritització de cossos tous són Beecher's Trilobite Bed (Ordovicià) i el Hunsrück Slate (Devonià)